# Museo collezione Mazzolini
Il Museo Collezione Mazzolini, conosciuto anche come museo MCM è un museo della città di Bobbio; espone opere appartenenti alla Collezione Mazzolini che comprende principalmente opere di artisti italiani realizzate tra gli anni ’30 e gli anni ’60. L'esposizione è preceduta da tre sale, in cui i visitatori potranno trovare la storia dei collezionisti e le loro passioni.

## Storia
Nel 2005 Domenica Rosa Mazzolini, appassionata collezionista, nata a Brugnello di Corte Brugnatella (borgo storico e panoramico a pochi chilometri da Bobbio) ha donato alla diocesi di Piacenza-Bobbio 899 opere d’arte moderna e contemporanea (872 di pittura e grafica, 27 di scultura), frutto dell’unione tra la sua raccolta e l’ingente collezione Simonetti ereditata nel 1994, manifestando il desiderio di renderle fruibili. La collezione è frutto dell’unione di due raccolte: quella personale di Rosa Mazzolini e l’ingente collezione che ella ereditò nel 1994 dai fratelli Giovanni Battista Ettore Simonetti e Fede Simonetti, medici milanesi presso il cui studio Rosa aveva prestato servizio in qualità di assistente. Il 23 novembre 2015 nasce una sede fissa per l'esposizione delle opere della collezione: il museo MCM a Bobbio.

## Sede
Il museo ha trovato spazio nei monumentali ambienti del Monastero dell'Abbazia di San Colombano nei locali superiori all'antica biblioteca e scriptorium, insieme al Museo dell'Abbazia in piazza Santa Fara, locali al piano superiore che anticamente ospitavano le celle monastiche dei monaci. 

### L'origine della collezione
Le prime acquisizioni dei Simonetti, medici in Milano, dovute per lo più a donazioni di pazienti, riguardarono dipinti di tradizione ottocentesca e l’attività di Filippo de Pisis, amico di famiglia, degli anni Trenta; in seguito la quadreria si arricchì di opere dovute a Fiorenzo Tomea e Giorgio De Chirico. 
La presenza di Domenica Rosa Mazzolini, dal 1950 assistente di studio, suggellò l’incontro con l’arte del tempo. Prese forma una raccolta con pezzi appartenenti a numerose correnti stilistiche, tra cui lavori autorevoli di Lucio Fontana, Enrico Baj, Renato Birolli, Carlo Carrà, Giuseppe Capogrossi, Achille Funi, Piero Manzoni, Antonio Recalcati, Mario Nigro, solo per citarne alcuni. 
Gli artisti in cura offrivano spesso in cambio a Simonetti un loro lavoro; tra i frequentatori dello studio vi erano Ottone Rosai, Mario Sironi, Fiorenzo Tomea, i fratelli Arnaldo Pomodoro e Giò Pomodoro, Antonio Recalcati, Massimo Campigli che per gratitudine verso il dottore gli consegnò un dipinto che intitolò "Simonetta" in suo onore.
Dei pezzi un tempo nella raccolta personale di Rosa Mazzolini si segnalano Il sole nero di Giò Pomodoro, donatole dal marito, e le opere di Luigi Veronesi.

### La collezione
L’eterogeneità della collezione, dovuta al pervenire casuale di opere da artisti in cura presso i Simonetti, a scelte di gusto e alla frequentazione del contesto culturale milanese del secondo dopoguerra, consente un excursus lungo il Novecento in cui prevalgono linguaggi divulgatisi da metà secolo, ma sono presenti anche orientamenti pittorici del primo cinquantennio. 
La raccolta comprende lavori di artisti autorevoli tra i quali: Enrico Baj, Renato Birolli, Carlo Carrà, Massimo Campigli, Giuseppe Capogrossi, Giorgio De Chirico, Filippo de Pisis, Ottone Rosai, Lucio Fontana, Achille Funi, Piero Manzoni, Mario Nigro, Tancredi Parmeggiani, Giò Pomodoro, Mario Sironi.

## Opere principali
- Filippo de Pisis, Hommage à Morandi, 1937, Olio su tela, cm 54 x 73
- Carlo Carrà, Marina con case, 1952, Olio su tela, cm 50 x 60
- Massimo Campigli, Le bagnanti, 1953, Olio su tela, cm 51 x 67
- Tancredi Parmeggiani, senza titolo, 1953 circa, tecnica mista, cm 70 x 100
- Giuseppe Capogrossi, Superficie 124, 1954-55, Olio su tela, cm 100 x 81
- Renato Birolli, La macchina agricola, 1955, Olio su tela, cm 46 x 38
- Giorgio De Chirico, Piazza d'Italia, 1956, Olio su tela, cm 40 x 50
- Lucio Fontana, Concetto spaziale, 1956, Olio, vetro, buchi su tela, cm 70,5 x 100
- Ottone Rosai, Cupolone con campanile, 1957, Olio su tela, cm 80 x 60
- Piero Manzoni, Achrome, 1958, Caolino su tela grinzata, cm 115 x 145 (ora presso il Kronos - Museo della cattedrale di Piacenza)